# Ана Драбења
Ана Драбења (блр. Анна Ивановна Драбеня; Старобин, 15. август 1987) је белоруска атлетичарка која се такмичи у дисциплинама брзог ходања.
Као јуниорка бавила се трчањем и после првог великог такмичења Светског првенства у кросу за јуниоре 2005. где је завршила као 109. прешла је на брзо ходање. Учествовала је на пет такмичења светског купа у брзом ходању, али без већег успеха.
Као учесник Олимпијских игара 2012. у Лондону завршила је као 25. После тога такмичила се и на два Светском првенству 2013. у Москви и била је 16, а на Европском првенству 2014. у Цириху девета, поставивши нови лични рекорд 1:29:39.

## Значајнији резултати
| Година | Такмичење          | Место                        | Пласман | Резултат   | Детаљи |
| ------ | ------------------ | ---------------------------- | ------- | ---------- | ------ |
| 2012   | Олимпијске игре    | Лондон, Уједињено Краљевство | 25      | 1:31:58    |        |
| 2013   | Светско првенство  | Москва, Русија               | 16      | 1:31:16 ЛР |        |
| 2014.  | Европско првенство | Цирих, Швајцарска            | 9.      | 1:29:39 ЛР |        |

## Лични рекорди у ходању
На отвореном
- 5.000 м — 21:53,48 16. мај 2009. Витепск, Белорусија
- 10.000 м — 46:56,25 21. јул 2005. Каунас, Литванија
- 10 км — 44:31 8. октобар 2012. Гродно, Белорусија
- 20.000 м — 1:37:50.3 31. мај 2008. Брест, Литванија
- 20 км — 1:29:39 14. август 2014. Цирих, Швајцарска

У дворани
- 3.000 м — 12,55,97 21. фебруар 2010. Могиљев, Белорусија
- 10.000 м — 45:18.88 13. фебруар 2009. Могиљев, Белорусија